# The Young Messiah
The Young Messiah is een album uit 1979 van de New London Chorale, een Engelse muziekgroep onder leiding van Tom Parker, die klassieke muziek bewerkt tot popsongs.
De Messiah van Georg Friedrich Händel staat centraal in dit project. Een grote hit van dit album is Unto us a child is born. Verder staan er onder andere bewerkingen op van aria's als Comfort ye, Every valley en I know that my redeemer liveth.

## Solisten
- Vicki Brown
- Madeline Bell
- George Chandler
- Steve Jerome
- Hywel Bennett (verteller)
- Tom Parker

## Tracks
1. Comfort ye
2. Every valley
3. But who may abide
4. O thou that tellest
5. Unto us a child is born
6. He shall feed his flock
7. He was despised
8. How beautiful are the feet
9. Hallelujah
10. I know that my redeemer liveth
11. Finale (Hallelujah)

## Bron
musicmeter